# Nadia El Yousfi
Nadia El Yousfi (Casablanca (Marokko), 1 februari 1965) is een Belgische politica voor de PS.

## Levensloop
El Yousfi werd geboren in Marokko. Op negenjarige leeftijd arriveerde ze met haar gezin in België, waar ze zich in het Brusselse Vorst vestigden. Ze volgde een opleiding tot maatschappelijk assistent en behaalde een graduaat in de menswetenschappen aan de hogeschool École supérieure Ilya Prygogine in Brussel. 
Beroepshalve werkte El Yousfi vijftien jaar lang als sociaal bemiddelaar in Vorst, waarbij ze voornamelijk met jongeren uit kwetsbare milieus werkte. Ze werd eveneens voorzitter van Infor-Jeunes in Brussel, een onthaal- en informatiecentrum voor jongeren inzake opleiding, onderwijs, tewerkstelling en sociale bijstand, en bestuurder bij de MRAX, de beweging tegen racisme, antisemitisme en xenofobie.
In 1993 sloot ze zich aan bij de lokale afdeling van de PS in Vorst. In juni 2004 werd El Yousfi voor het eerst verkozen tot lid van het Brussels Hoofdstedelijk Parlement, waar ze sindsdien zetelt. Ze nam er zitting in de commissie Huisvesting en Stadsvernieuwing en ging zich toeleggen op sociale zaken. Van 2014 tot 2019 was ze tevens secretaris van het Brussels Parlement. Van juli tot september 2019 zetelde El Yousfi even als onafhankelijke in dit parlement, uit protest tegen de volgens haar autoritaire manier waarop de Brusselse federatie van de partij werd geleid. Nadat ze naar eigen zeggen de garantie had gekregen dat de federatie een andere koers zou gaan varen, keerde ze naar de PS-fractie terug.
Sinds november 2013 zetelt El Yousfi eveneens in het Parlement van de Franse Gemeenschap, waar ze van 2013 tot 2014 in de commissie Hoger Onderwijs zetelde. Vervolgens was ze er van 2014 tot 2019 voorzitter van de commissie Jeugdhulp, Justitiehuizen en de Promotie van Brussel, die later ook bevoegd werd voor Sport en Jeugd, en van 2014 tot 2018 lid van de commissie Cultuur en Kind. Sinds juli 2014 maakt ze daarenboven als deelstaatsenator deel uit van de Senaat.
Op lokaal niveau werd ze in oktober 2006 verkozen tot gemeenteraadslid van Vorst. Van december 2006 tot juli 2009 was ze er schepen van Sociale Zaken, Gezondheid, Huisvesting en Gelijke Kansen, waarna ze ontslag nam uit deze functie om zich volledig toe te leggen op haar parlementaire loopbaan. Sindsdien zetelt El Yousfi enkel nog in de gemeenteraad, waar ze fractieleider was voor haar partij.
Op 26 mei 2014 werd El Yousfi benoemd tot ridder in de Leopoldsorde.